# Dicyema benedeni
Dicyema benedeni är en djurart som tillhör fylumet rhombozoer, och som beskrevs av Furuya och Eric Hochberg 1999. Dicyema benedeni ingår i släktet Dicyema och familjen Dicyemidae. Inga underarter finns listade i Catalogue of Life.